# Estniska Ingermanland
Estniska Ingermanland är ett litet område i det västligaste delarna av Ingermanland som hamnade under estniskt styre efter Fredsfördraget i Dorpat den 2 februari 1920.
Området begränsades i väster av floden Narva och i öster av en linje från Finska viken rak österut till Kullaån strax söder om Bolsjoje Kuzemkino, söderut längs Kullaån och vidare en båge mot floden Luga och sedan tillbaka västerut till sjön Peipus.
Till skillnad mot övriga delar av Ingermanland blommade den finska kulturen upp i detta område efter 1920.
Centralfigur för detta arbete var Leander Reijo (även Reijonen och Reiju förekommer) från Kullankylä, senare kallad "Ingermanlands Konung".
Man startade finska skolor och gav ut en stencilerad finsk tidskrift.
I Kallivieri byggdes 1920 en kyrka, som fick en finsk präst. Språket rensades ut från ryska lånord.
Kallivieri församling hade 1928 ca 1 300 invånare.
Området drabbades mycket hårt under andra världskriget då många flydde till Finland och i en del fall vidare till Sverige och hela byar förintades.
Kyrkan i Kallivieri stängdes 1940 och revs 1948.
Efter 1944 hamnade det Estniska Ingermanland under Sovjetunionens styre och sedan dess har områdets finska prägel alltmer tynat bort.
Idag ingår området i Leningrad oblast, Ryssland.

## Byar
Nedanstående byar fanns i det Estniska Ingermanland under åren 1920-1940.

### Hanike
Finsk by som låg strax norr om Kullankylä.

### Kallivieri
Ryska: Кaлливере. Ligger vid Rosåns södra strand, ca 5 km fågelvägen från floden Narva.
I byn bodde både finnar och ingrer. Byn huserade den lutherska församlingens kyrka mellan åren 1920-1940. Byn finns kvar än idag.

### Karstala (Korostell)
Ligger vid Rosåns norra strand, ca 4 km fågelvägen från floden Narva. I byn bodde ingrer och ryssar. Byn finns kvar än idag.

### Kullankylä
Ryska: Mertvitsa. Låg vid Kullaån ca. 2-3 km norr om Rosån. Beboddes av finnar.
Platsen ligger idag helt öde.
I anslutning till Kullankylä fanns två andra ställen, Muntiruhka och Risukylä, båda vid Rosån, dit Kullankyläbor som inte ville bo så nära gränsen flyttade.

### Magdeburg
I byn bodde ingrare, ryssar och voter.

### Räkälä
Finsk by.

### Saarkylä
Ryska: Саркуль. Ligger vid Rosåns norra strand, 2 km fågelvägen från floden Narva.
Byn beboddes av finnar.
Byn finns kvar än idag.

### Tervola (Smolka)
Finsk by som låg vid floden Narva 4,5 km uppströms mynningen i Finska viken.
Platsen ligger helt öde idag.

### Uusi Arsia
Ligger vid Rosån, ca 1 km fågelvägen rakt norr om Vanhakylä.
Finsk by.

### Uusi Feodormaa
Finsk by.

### Uusi-Ropsu
Låg vid Kullaån alldeles nära gränsen till Sovjetunionen.
I byn bodde både finnar och ingrare.

### Vanhakylä
Ligger vid Rosån, ca 8 km fågelvägen från floden Narva.
I byn bodde både finnar och ingrer.
Byn finns kvar än idag.

### Väikylä
Ryska: Венкуль. Ligger vid Rosåns södra strand, 1,5 km fågelvägen från floden Narva.
Byn beboddes av både finnar och ryssar.
Byn finns kvar än idag.